# Náměstí Organizace spojených národů
Náměstí Organizace spojených národů (dříve náměstí Lidových milicí) se nachází v jádru Vysočan v Praze 9. Náměstí vzniklo v polovině 50. letech 20. století asanací původních obytných a hospodářských budov, na jejich místě vznikl park. Na přelomu tisíciletí náměstí prošlo výraznými změnami v souvislosti se stavbou stanice metra Vysočanská a nákupního centra Fénix. Jedná se o významnou pražskou křižovatku, setkávají se zde ulice Sokolovská, Jandova, Pod Pekárnami, Kolbenova a Freyova.

## Historie
Podle tehdejšího stabilního katastru se v roce 1842 v prostoru náměstí nacházelo několik budov včetně tzv. Špitálského dvora a vysočanské tvrze a sady. V roce 1896 sem byla prodloužena Křižíkova elektrická dráha a na západní straně dnešního náměstí byla založena Vysočanská mlékárna. Už za první republiky existovaly plány na přestavbu Vysočan, uskutečnily se však jen částečně – na východní a jižní straně náměstí byly vystavěny činžovní domy a školní komplex ve Špitálské ulici, dnes základní škola a gymnázium. Tvrz a mlékárna byly těžce poškozeny spojeneckými nálety 25. března 1945.
K dalším úpravám došlo v padesátých a šedesátých letech, kdy byla část původních budov stržena a nahrazena parkem. Od roku 1955 neslo takto vzniklé prostranství název náměstí Lidových milicí, patrně podle pochodu libeňských a vysočanských členů Lidových milic na Prahu v únoru 1948, který byl zahájen právě zde. Na památku Lidových milic byl v únoru 1973 v severní části náměstí odhalen pomník Milicionář, jehož autorem byl Jan Simota. Po sametové revoluci byla socha odstraněna a její nynější osud je neznámý. V souvislosti s napřímením ulice Emanuela Klímy (dnešní Freyova) byly v 80. letech zbořeny také domy v západní a jihozápadní části náměstí s výjimkou domu č. p. 25, jenž stojí dodnes (2020).
Po sametové revoluci bylo náměstí zrušeno a stávavající adresy převedeny na přilehlé ulice. Prostranství zůstalo beze jména až do roku 1995, kdy bylo zavedeno jméno současné, tehdy však ke změně adres již nedošlo. Proto na náměstí existuje pouze jedna adresa, patřící budově 844/1, vystavěné na přelomu 80. a 90. let, dříve využívané Komerční bankou. V roce 1998 byl otevřen východní vestibul stanice metra Vysočanská, vedoucí na náměstí, o deset let později byla dokončena budova nákupního centra Fénix.
V roce 2020 by měla začít rekonstrukce severní části náměstí. Společnost CPI Group miliardáře Radovana Vítka oznámila záměr na území dnešního parku vybudovat komplex čtyř obytných a kancelářských budov, proti záměru vznikla petice, kterou podepsalo přes 3 500 lidí.

## Budovy a pamětihodnosti
Severní strana náměstí přísluší ulicím Sokolovská a Pod Pekárnámi a převažují zde budovy z přelomu 19. a 20. století. V domě č. p. 178, bývalém hotelu Krása, v letech 1915–1927 pobýval filosof Ladislav Klíma, na domě je umístěna jeho busta. V severní části se dále nachází silniční křižovatka, tramvajová smyčka a stanice měření kvality ovzduší ČHMÚ. Na východní straně se nacházejí bytové domy ze 30. let 20. století v ulici Prouzova, na jižní straně gymnázium Špitálská a dvě pozdější kancelářské budovy na Bumbálkově vršku. Západní stranu náměstí uzavírá chátrající venkovský dům č. p. 25 a nákupní centrum Fénix ve Freyově ulici.
Před obchodním centrem v blízkosti křižovatky je umístěn pomník Emila Kolbena a dalších vysočanských obětí nacistické okupace. V parku jsou umístěny repliky sloupové zvoničky a křížku z vysočanské tvrze (kamenný podstavec křížku je původní).

## Fotogalerie

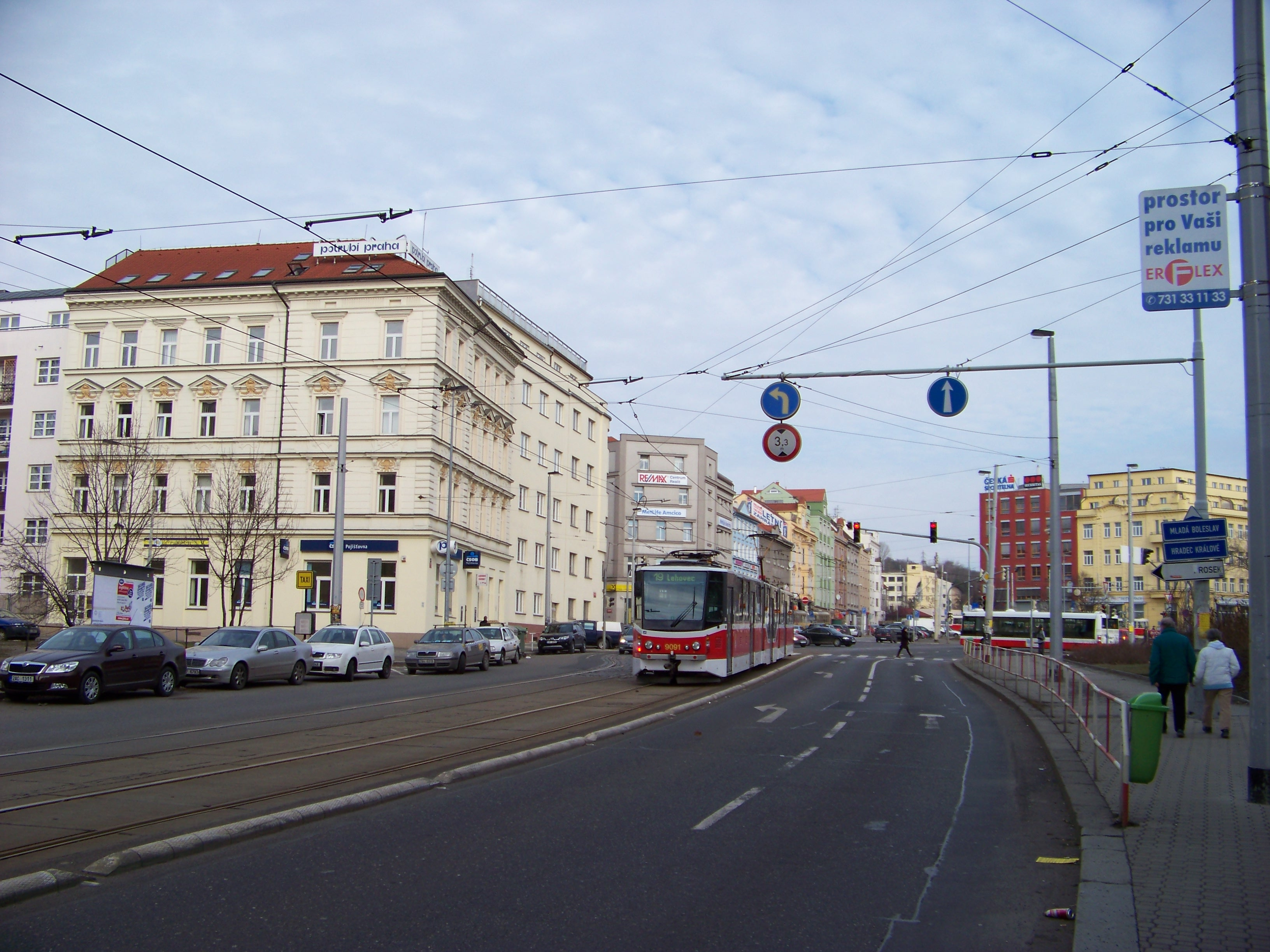
Pohled na severní stranu náměstí ze Sokolovské ulice
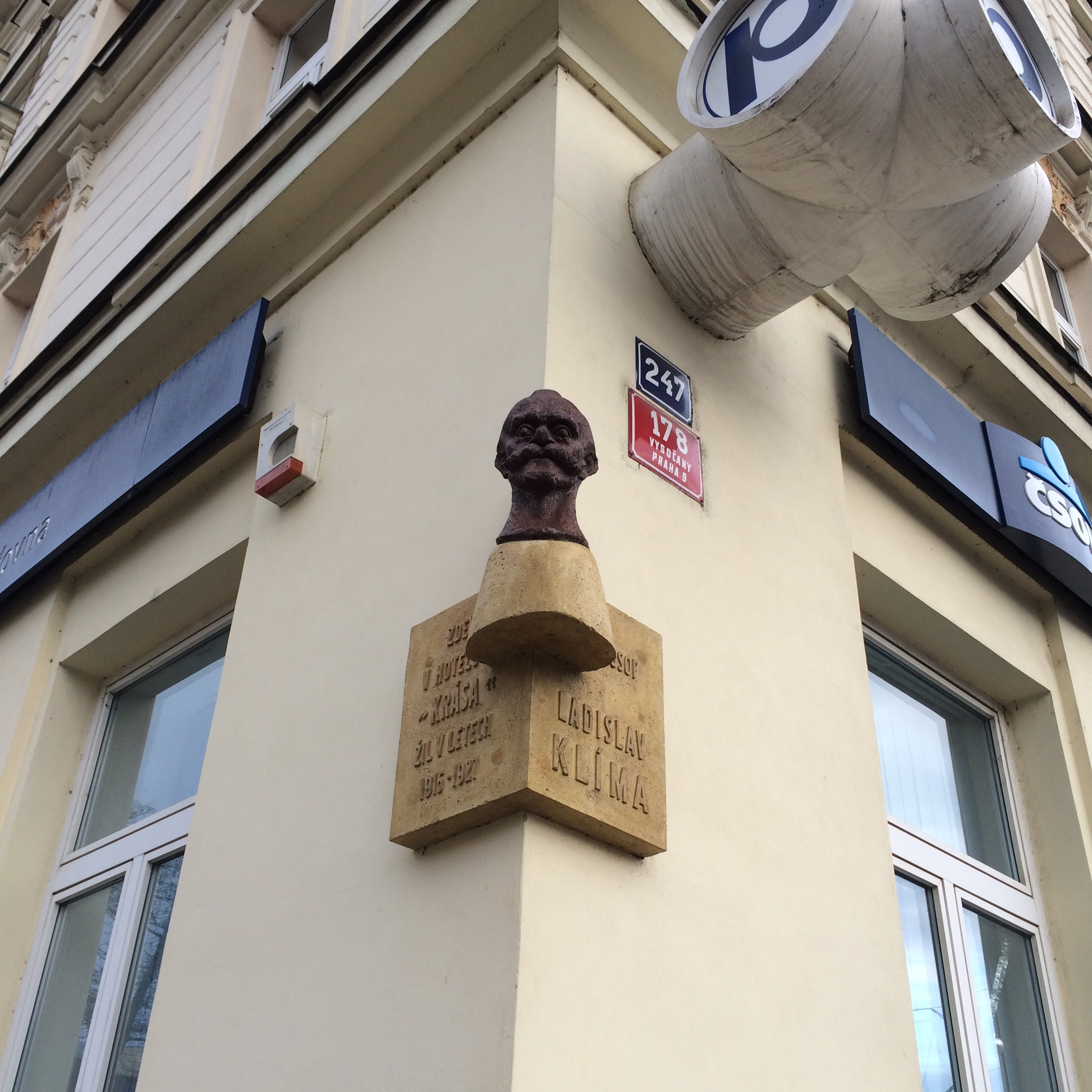
Busta Ladislava Klímy na nárožním domě č. p. 178
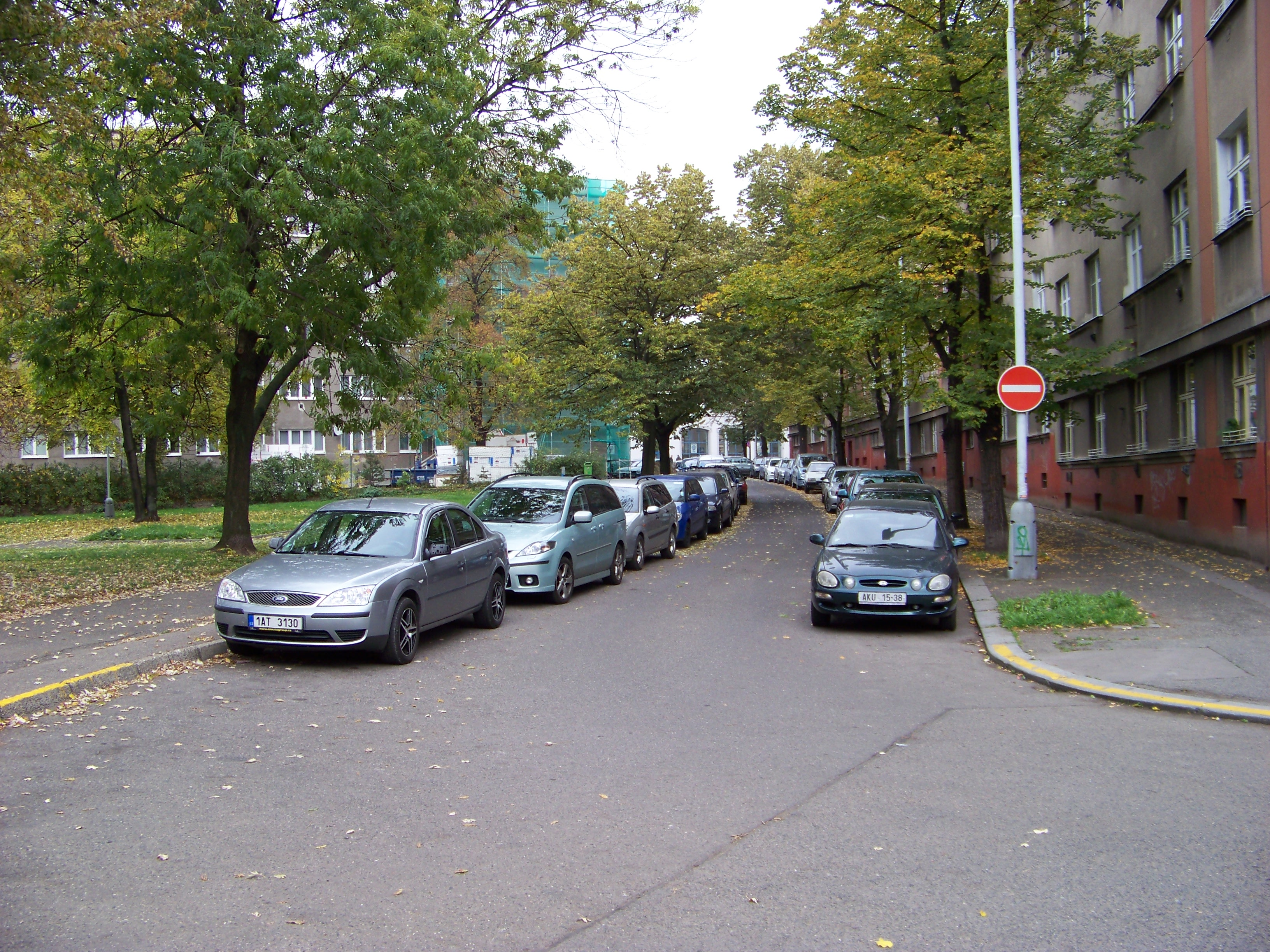
Prouzova ulice, východní strana náměstí
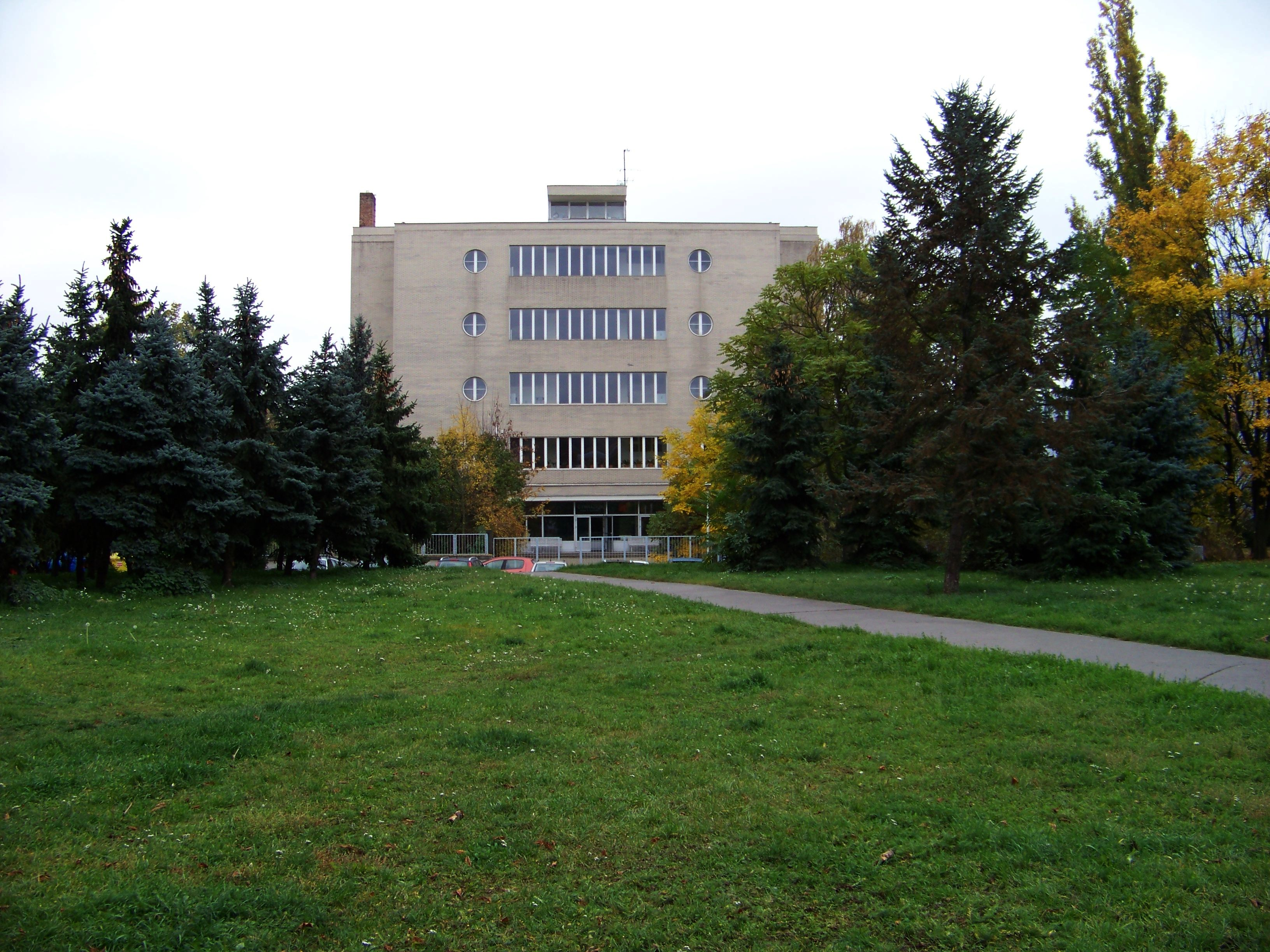
Gymnázium Špitálská, pohled z parku
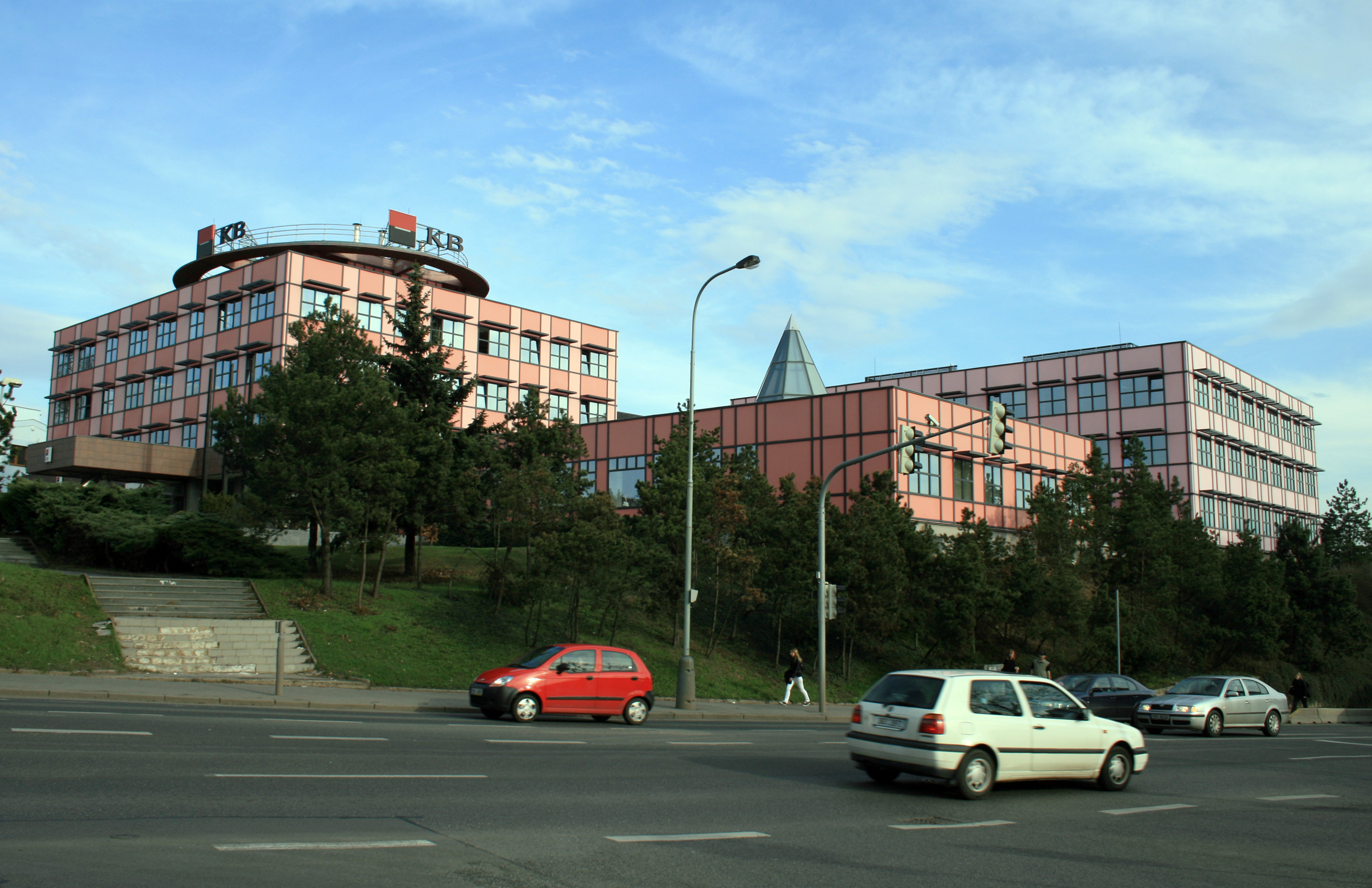
Dnes již bývalá budova Komerční banky v jižní části
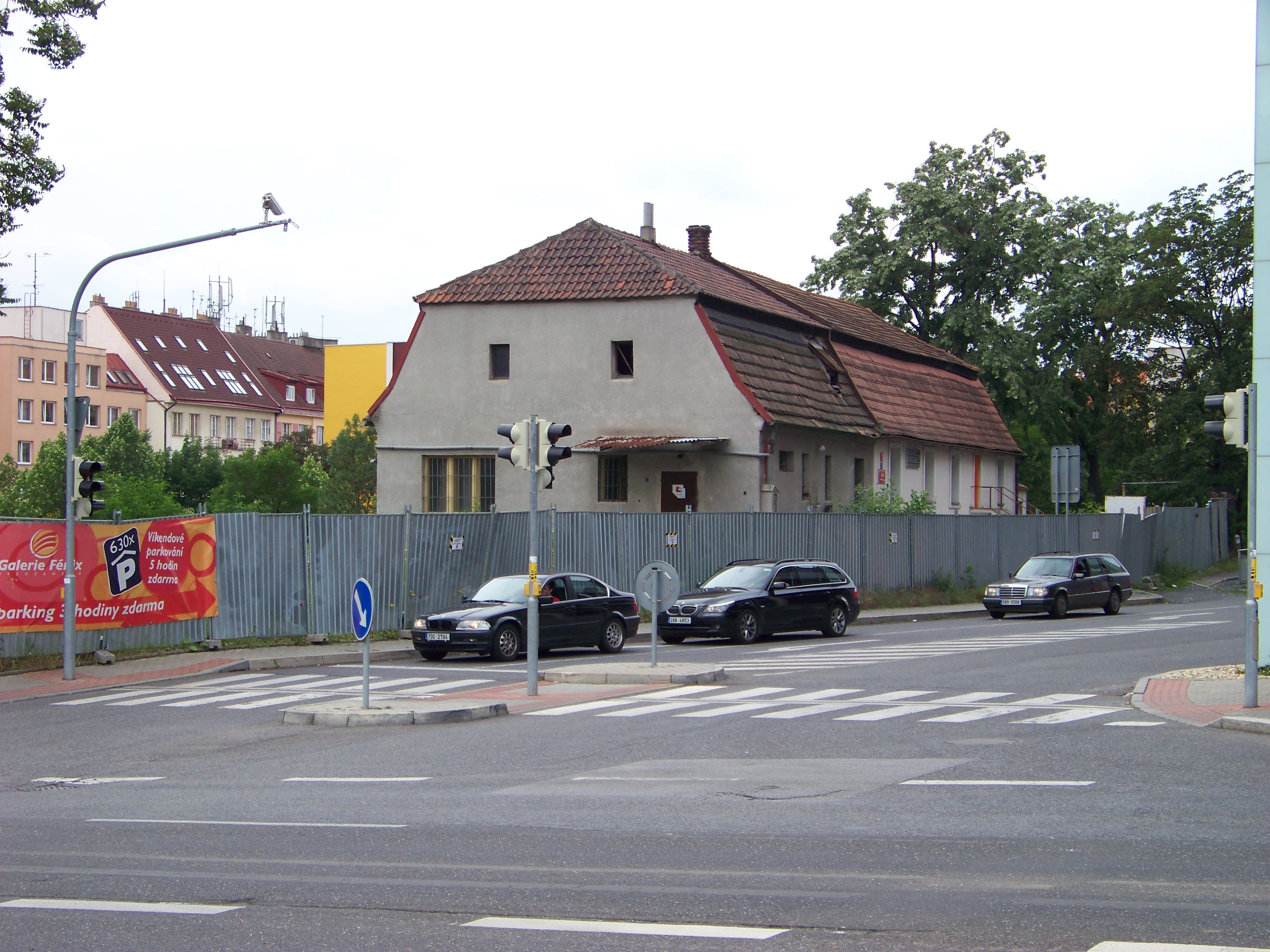
Chátrající dům č. p. 25, pozůstatek bývalé tvrze
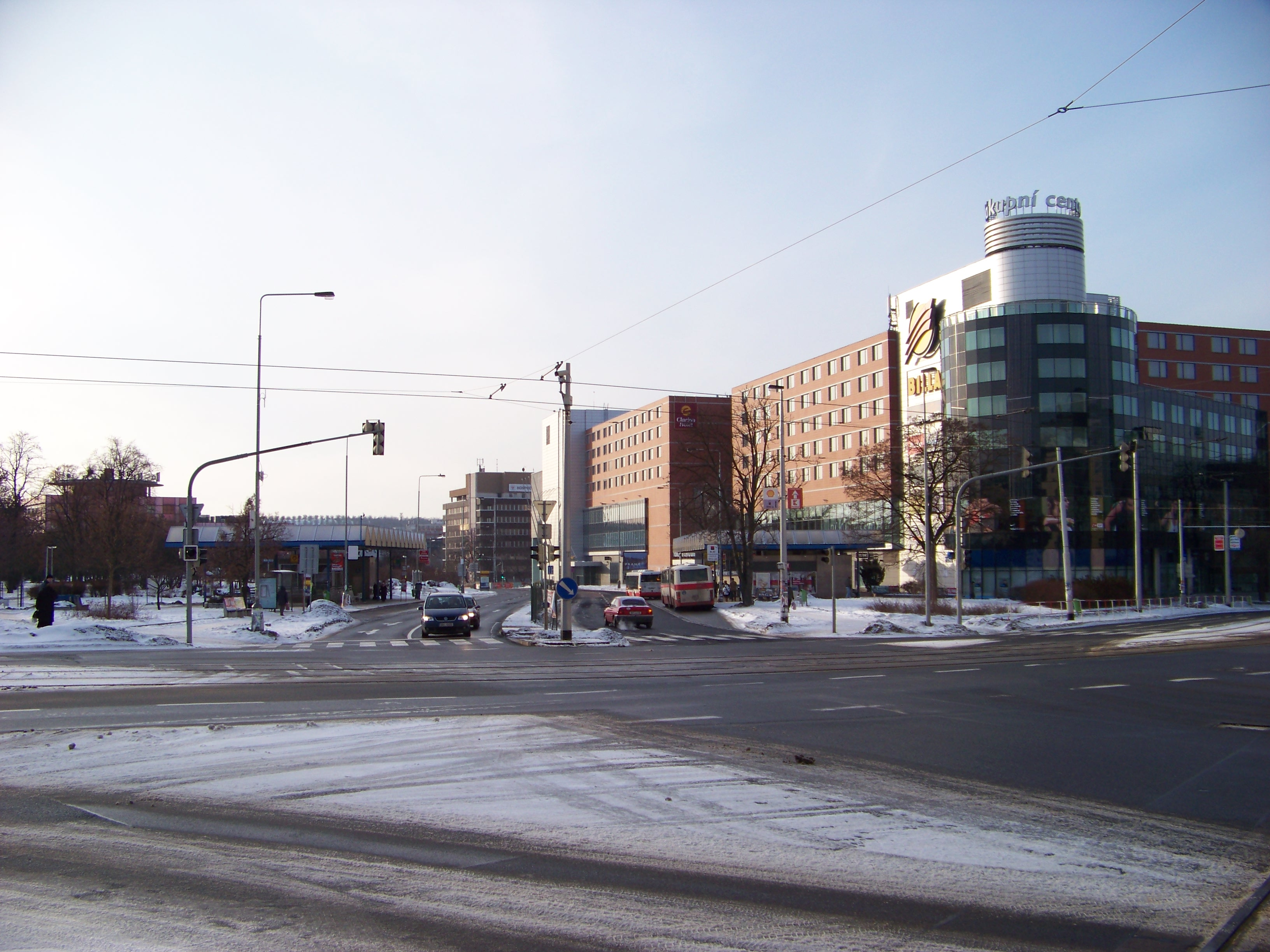
Západní strana náměstí s nákupním centrem
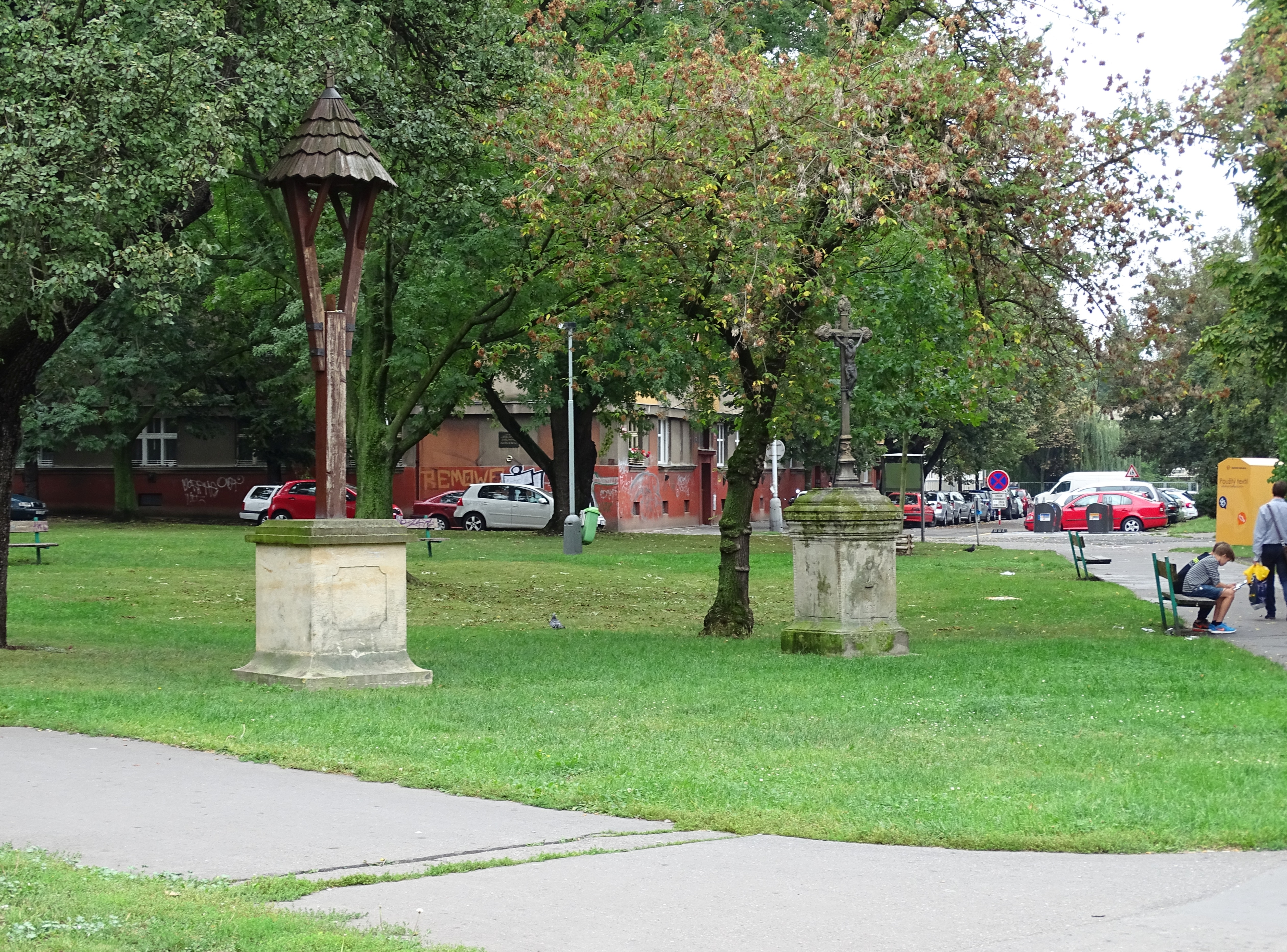
Zvonička a křížek
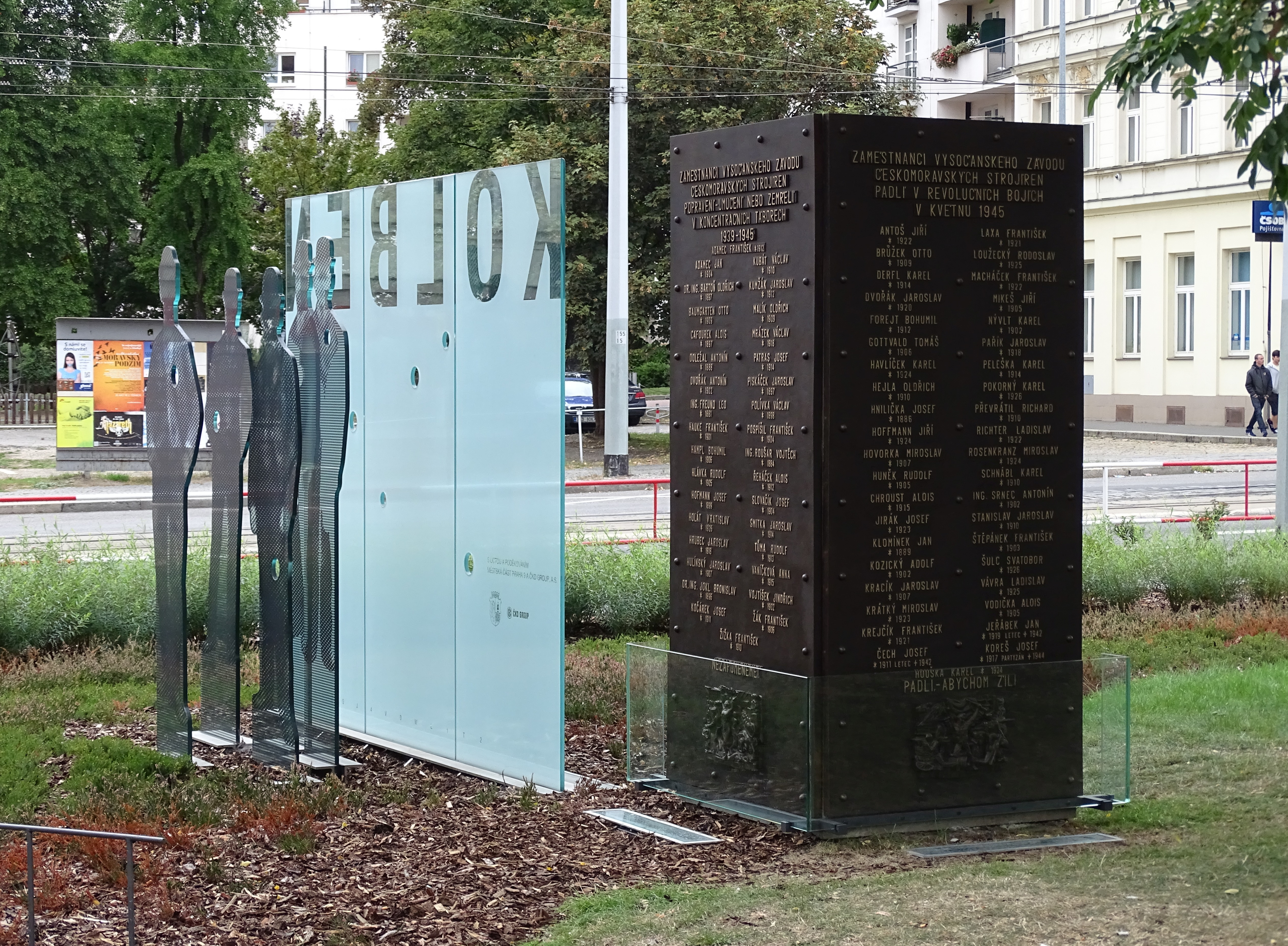
Pomník Emila Kolbena